# 3 Armia (austro-węgierska)

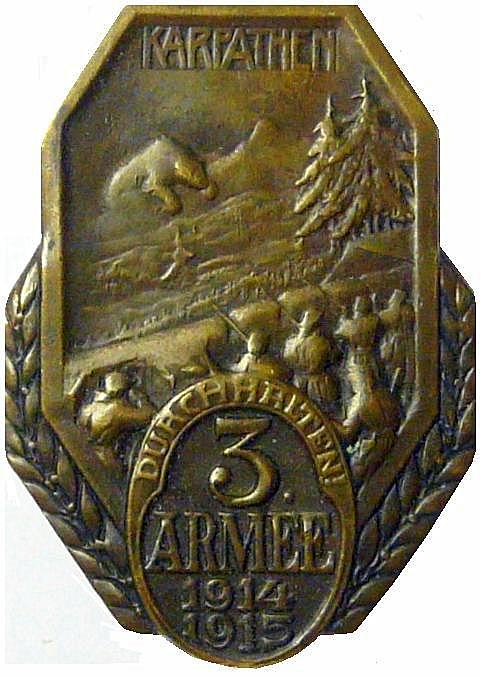
Odznaka na czapkę żołnierzy 3. Armii

3 Armia (3. Armee) – związek operacyjny sil zbrojnych monarchii austro-węgierskiej z okresu I wojny światowej. 
W jej skład na początku I wojny światowej wchodziły:
- 11 Korpus
- 14 Korpus

Jednostki pozakorpuśne:
- 41 Dywizja Piechoty Honvedu
- 23 Dywizja Piechoty Honvedu
- 4 Dywizja Kawalerii
- 2 Dywizja Kawalerii
- 11 Dywizja Kawalerii Honvedu

Dowódcą Armii był gen. kawalerii Rudolf von Brudermann, szefem sztabu gen. mjr Rudolf Pfeiffer.
Zadaniem 3 Armii na początku I wojny światowej było odepchnięcie jednostek rosyjskich od granicy i próba ofensywy w kierunku Wołynia.

## Literatura
- Juliusz Bator, „Wojna galicyjska”, Kraków 2005, ISBN 83-921494-4-0